# Єстебург
Єстебург (нім. Jesteburg) — громада в Німеччині, розташована в землі Нижня Саксонія. Входить до складу району Гарбург. Центр об'єднання громад Єстебург.
Площа — 27,97 км2. Населення становить 7923 ос. (станом на 31 грудня 2021).